# I'll Be Fine
I'll Be Fine è il singolo di debutto della cantautrice svedese Molly Pettersson Hammar, rilasciato in tutto il mondo il 7 febbraio 2015 sotto il contratto con la casa discografica Warner Music Sweden. Presentato ed eseguito dal vivo come concorrente durante la prima semifinale del Melodifestivalen 2015, concorso per selezionare il rappresentante del paese all'annuale Eurovision Song Contest, la canzone è stata eliminata, risultando penultima classificata nel televoto della sera. Nonostante ciò, I'll Be Fine è poi entrato alla sessantacinquesima posizione della classifica nazionale di Sverigetopplistan, ha raggiunto la vetta nell'iTunes svedese ed ha mantenuto il sesto posto in quella dei download digitali.

## Il brano
L'inedito, dalla durata di tre minuti e dodici secondi, è stato scritto e composto dalla stessa Hammar, Lisa Desmond, Tim Larsson, Tobias Lundgren e Gavin Jones. I'll Be Fine ha un sound piuttosto pop rock, che in alcuni tratti si estende anche al rhythm and blues e al soul, e il suo testo si basa un amore concluso che Molly non riesce ad accettare, sperando che la sua controparte non la lasci andare e che si ricordi dei bei momenti passati insieme, ma la ragazza in seguito rivela di essere in grado di affrontarlo e che lo supererà, anche se che con non poche difficoltà (Will you remember me for the good times?; I'll be fine when the flood is over; I'll be fine, just a little colder; Just wanted to love you, you let go / Mi ricorderai per i bei momenti?; Starò bene quando l'inondazione finirà; Starò bene, solamente un poco più fredda; Volevo soltanto amarti, tu ha lasciato andare).

## Tracce
1. I'll Be Fine – 3:12 (Molly Pettersson Hammar, Lisa Desmond, Tim Larsson, Tobias Lundgren, Gavin Jones)

## Classifiche
| Classifica (2015)     | Posizione massima |
| --------------------- | ----------------- |
| Svezia                | 65                |
| Svezia (Digilistan)   | 6                 |
| Svezia (iTunes Store) | 1                 |